# القوات الجوية الإماراتية
سلاح الجو الإمارات العربية المتحدة (بالإنجليزية: United Arab Emirates Air Force)‏ هي القوة الجوية لدولة الإمارات العربية المتحدة. تأسست سابقتها في عام 1968، عندما كانت دولة الإمارات لا تزال تحت الحكم البريطاني. منذ ذلك الحين، خضعت لعملية إعادة التنظيم المستمر والتوسع سواء من حيث القدرة وأعداد الطائرات. حاليا، ويعمل بها حوالي 4,000 أفراد، ولديها ما يقرب من 368 طائرة من الطائرات ذات الأجنحة الثابتة والدوارة.[بحاجة لمصدر]

## التاريخ

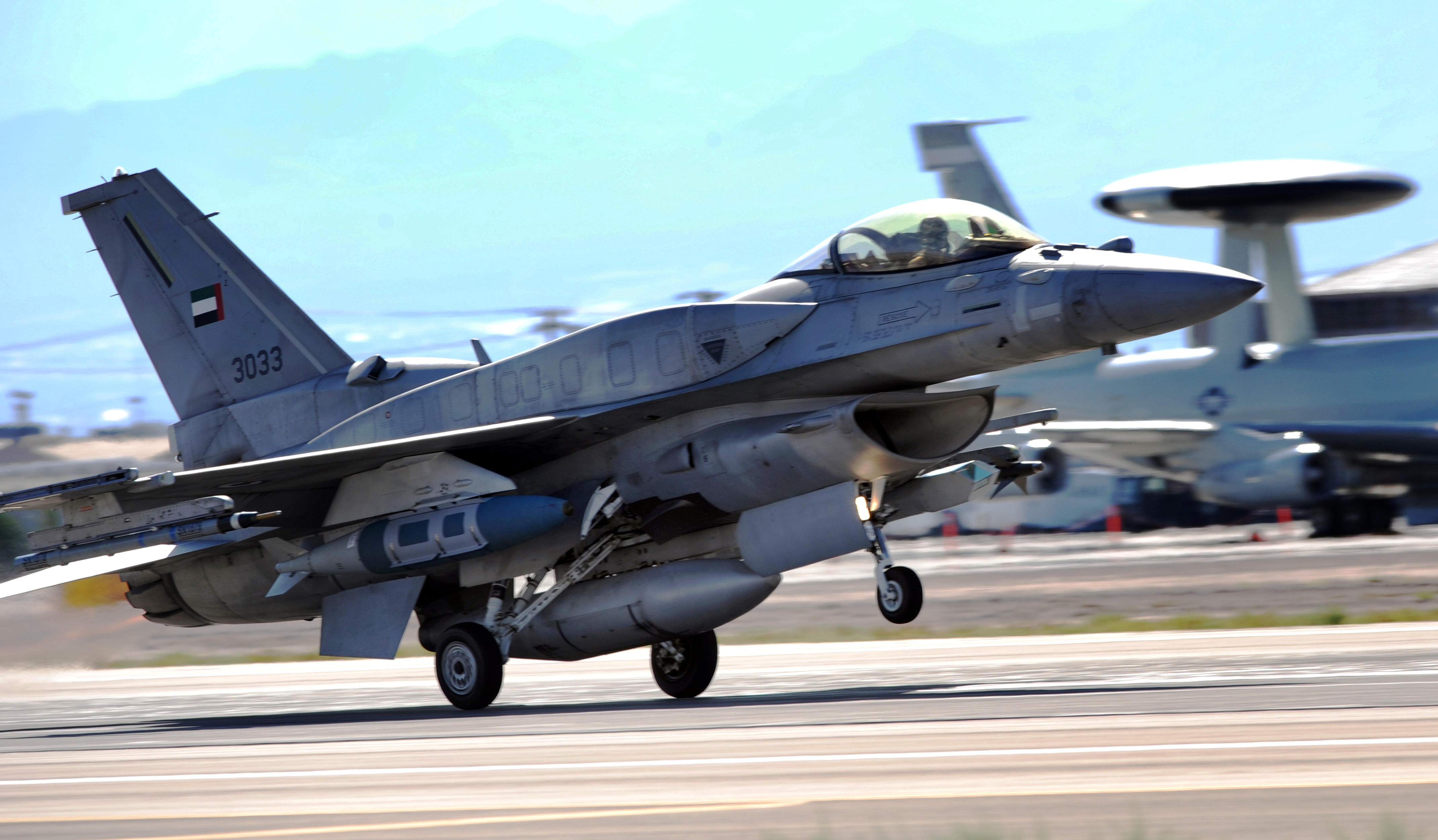
طائرة إف-16 فايتينغ فالكون

بدأ تاريخ دولة الإمارات العربية المتحدة في عام 1968، عندما تم تشكيل سلاح جو جيش أبوظبي تحت الحكم البريطاني. بعد أن أصبحت القوات الجوية وأجهزة الإنذار في عام 1972، وأكد الاستثمارية الكبرى توسعا من حيث القدرات والجودة وكمية من الطائرات. وقدم التدريب والتعليم من قبل القوات الجوية الباكستانية. الحفاظ على الجار إمارة دبي المكون الجوي الخاصة بها، وقوة الدفاع جناح دبي الجوي، حتى عام 1999، عندما تم دمج اثنين بفعالية لتصبح ما هي الآن القوة الجوية العربية الإمارات المتحدة. على الرغم من أن التكامل بين القوتين مستقلة كانت كاملة، وعلى درجة صغيرة من الحكم الذاتي موجود على مستوى القيادة التنفيذية، مع القيادة الجوية الغربية التي مقرها في أبوظبي والقيادة الجوية المركزية في دبي.
منذ 1980، أدى مزيج من عدم الاستقرار في المنطقة وارتفاع أسعار النفط في التحديث الطموحة للقوات الجوية الإماراتية، بهدف تحقيق مستوى من القدرة على مطابقة أعلى معايير حلف شمال الأطلسي.

## شؤون الموظفين والتدريب
تتكون القوات الجوية الإماراتية من حوالي 4,000 فرد.
في 1970 و 80، وأوعز إلى القوات الجوية الإماراتية من قبل الطيارين في القوات الجوية الباكستانية على داسو ميراج إيييس، العمود الفقري للقوات الجوية الإماراتية في ذلك الوقت. حتى اليوم، فإن العديد من الموظفين السابقين وضباط القوات الجوية الباكستانية والفنيين. معظم المدربين تحلق على العين هي من باكستان، وتدريب الطيارين باستخدام GROB G 115، بيلاتوس PC-7، إرماتشي إم بي-339، وشركة بي ايه أي هوك 63 طائرة. وهناك عدد قليل من ضباط السرب رقم 12 (هوك 102) في قاعدة المنهاد الجوية، هي أيضا من القوات الجوية الباكستانية. بعض هؤلاء الضباط هم على انتداب (الخدمة الفعلية)، ولكن معظمها على عقود مدنية مع المقر الرئيسي للقوات الجوية في أبوظبي. ضباط من جنسيات أخرى عديدة قمنا بتدريب الطيارين أيضا الإمارات العربية المتحدة، من بينها باكستانيون والمغاربة والكنديين وأردنيون، وجنوب أفريقيا.
وقد بدأ تدريب النساء كطيارين. وتألفت أول دفعة من المهندسين اعطى موافقته على التدريب على الطيران. حتى الآن، فقد أصبحت المرأة فقط ثلاثة طياري المقاتلات الفعلية واحد طيار النقل. وترتكز امرأة رائدة بسبب طرد من رحلة تدريبية في هوك 63. المدربون في قاعدة الظفرة الجوية هي الآن أساسا من الولايات المتحدة، كما تقاعد القوات الجوية الإماراتية ميراج إيييس لصالح F-16S.
حاليا هناك خمسة قواعد جوية رئيسية تشغيلية والانقسام بين الغرب والقيادة الجوية الوسطى. لديه قيادة العمليات الخاصة الجوية الخاصة وتدير مجموعة واسعة من المروحيات.
تطبيق المرشحين كلية خليفة بن زايد الجوية، والذي تقع في مطار العين الدولي في العين. لأول مرة تذهب من خلال جدول زمني صارم للأكاديميين (المستوى الأساسي: العلوم العسكرية)، واللياقة البدنية وتدريب الضباط. أولئك الذين يتم اختيارهم كما طالبا ثم تبدأ المرحلة الثانية من الأكاديميين: علوم الطيران (الطيران العلوم). الطلاب الذين يجتازون فترة تقييم المرحلة الثانية يتم تعيين طلاب الطيران وبدء التدريب على الطيران. الكاديت أول طائرة تحصل على الطيران هو قروب جي 115 تي إيه. أولئك الذين التأهل ثم انتقل إلى رفع بيلاتوس بي سي-7. على هذه الطائرة، فهي تعلم أساسيات الطيران والتقنيات والإجراءات الإقلاع والهبوط تليها قليلا من الأكروبات. بعد دورة الطائر الابتدائية ودورة الطيران الأساسية، تجريب هوك 63 تصنف الخريجين وتعيين وفقا لذلك إلى واحد من ثلاثة خيارات: الدورة المتقدمة في إضراب قاعدة المنهاد الجوية على طائرات هوك 102 وطائرات النقل، وطائرات الهليكوبتر. في قاعدة المنهاد الجوية، الطيارين المقاتلين جديدة تعلم بسيطة المناورات، اسقاط القنابل وتعلم الطيران عبر البلاد إلى بلد مجاور، عادة البحرين أو الكويت. عند الانتهاء من الدورة سترايك المتقدم، ويتم اختيار ضباط إما إف-16 (بلوك 60) داسو ميراج أو 2000-9، سواء في قاعدة الظفرة الجوية. ويتم اختيار عدد قليل من الطيارين لتعلم الطيران في إف-16 مع القوة الجوية للولايات المتحدة في 162d مقاتلة جناح في توكسون، أريزونا.

## الوضع الحالي
عام 2007، شهد التتويج الأكبر لبرامج مشتريات القوات الجوية الإماراتية والتي كانت أكبر من أي وقت مضى، مع التسليم النهائي ل 80 مقاتلة F-16E.2FF Block 60 "صقور الصحراء" وترقية حوالي 60 ميراج 2000-9، لا عطاءه قدرة مقاتلة متعددة المهام. وتمثل هذه الصفقتين ما مجموعة حوالي 10 مليارات دولار، مع مبالغ إضافية تنفق على البنية التحتية والخدمات اللوجستية. وعقدا مع شركة لوكهيد مارتن بمبلغ 6.4 مليار دولار لتوريد ودعم 80 إف-16. مارس 2000، تم التوقيع على اتفاق بقيمة 3.4 بليون دولار لشراء 30 ميراج 2000-9 جديدة وتعديل وتحديث لعدد 33 مقاتلة أخرى كانت الإمارات العربية المتحدة اشترتها في عام 1998 مع مجموعة من القذائف والصواريخ أشتملت على: 160 إيه جي إم-88 هارم، وأكثر من 1,000 إيه جي إم-65 مافريك، وحوالي 500 إيه آي إم-120 أمرام، و270 صاروخ إيه آي إم-9 سايدويندر و 52 صاروخ بوينغ هاربون إيه جي إم-84.
بعد منافسة بين طائرات بي أيه إي هوك وتي-50 العقاب الذهبي وإلينيا إرماتشي إم-346 ماستر، أعلنت القوات الجوية الإماراتية اقتناء 48 بي أيه إي هوك وهي طائراة تدريب وهجوم خفيف، ووصلت أول شحنة في عام 2012. أنواع التدريب الأخرى التي يعتقد أن تكون بالقرب استبدال هي 30 بيلاتوس بي سي-7 وخمسة إرماتشي إم بي-339 تعمل مع الأكاديمية الجوية في العين.
تعمل لدى القوات الجوية الإماراتية 20 طائرات هليكوبتر من طراز أي إيه آر 330 بوما منذ أواخر عقد 1970. تم مؤخرا ترقيتها إلى معيار IAR-330SM بواسطة (IAR Ghimbav) في رومانيا بالتعاون مع يوروكوبتر هذه الطائرات، مع عشر طائرات أخرى كانت تستخدم من قبل القوة الجوية لجنوب أفريقيا السابق، سوف يتم إعادة تطويرها أس إيه 330 بوما، ومن المتوقع أن تظل في الخدمة لمدة 15 سنة قادمة على الأقل. على الرغم من أن لا بديل لأسطول بوما هو مطلوب في المستقبل القريب، وسوف تستكمل القوة بنسبة 26 يو إتش-60، مع 390 صواريخ إيه جي إم-114 إن هيلفاير الثاني. 30 إيه إتش-64 إيه أباتشي، كذلك تم تحديث مروحيات «اباتشي 64 إيه»، إلى «إيه إتش-64 دي» القياسية لونغ بو، واثنتي عشرة يوروكوبتر إيه إس 550 فنك تم الحصول عليها مؤخرا للاستخدام القوات الخاصة.
قاعدة الظفرة الجوية، هي أهم مرفق للقوات الجوية الإماراتية، مع ما يقرب من أسطول الطائرات المقاتلة بأكمله الموجود هناك. ومع ذلك، من أجل منع كافة أصول الدفاع الجوي والضربة التي تقع في قاعدة واحدة، وقد تم بناء منشأة جديدة بالكامل في عمق صحراء أبو ظبي بتكلفة مليار دولار.

## الاسطول الحالي
| الطائرة                                            | بلد الصنع           | النوع                              | إصدارات                                                     | في الخدمة       | ملاحظات |
| طائرة مقاتلة                                       | طائرة مقاتلة        | طائرة مقاتلة                       | طائرة مقاتلة                                                | طائرة مقاتلة    | طائرة مقاتلة |
| -------------------------------------------------- | ------------------- | ---------------------------------- | ----------------------------------------------------------- | --------------- | --- |
| إف-16                                              | الولايات المتحدة    | مقاتلة متعددة المهام               | F-16E F-16F الإجمالي الكلي                                  | 54 25 79        | واحدة من طراز "E" تحطمت في عام 2006. وواحدة تضررت في الحرب الأهلية الليبية 2011.                                                                |
| ميراج 2000                                         | فرنسا               | مقاتلة متعددة المهام               | 2000-9EAD 2000-9RAD 2000-9DAD 2000-9 2000-9D الإجمالي الكلي | 22 8 6 20 12 68 | تم شراء 30 طائرة جديدة في عام 1998؛ تم تحديث 33 أخرى في مستوى غير معروف من قبل شركة داسو.                                                       |
| طائرة نقل عسكري                                    |                     |                                    |                                                             |                 | |
| سي-130                                             | الولايات المتحدة    | نقل                                | C-130H C-130H-30 إل-100-30                                  | 3 1 3           | في عام 2008، تحطمت طائرة واحدة سي-130. |
| سي أن-235                                          | إسبانيا · إندونيسيا | نقل                                | CN-235-100                                                  | 7               | |
| دي هافيلاند كندا دي إتش سي 6 توين أوتر             | كندا                | نقل                                | 300                                                         | 1               | طائرة سابقة، تستخدم من قبل قيادة العمليات الخاصة بجيش دولة الإمارات العربية المتحدة.                                                            |
| سيسنا 208 كارافان                                  | الولايات المتحدة    | خدمات عامة                         | 208B                                                        | 7               | |
| إيرباص إيه 330 إم آر تي تي                         | الاتحاد الأوروبي    | ناقلة تزود بالوقود جوا /نقل        | A330-243 MRTT                                               | 3               | 3 طلبت، وتم استلامها |
| بوينغ سي-17 غلوب ماستر 3                           | الولايات المتحدة    | نقل                                | C-17ER                                                      | 6.              | 2 تحت الطلب |
| Piaggio P.180 Avanti                               | إيطاليا             | خدمات عامة/كبار الشخصيات/اخلاء طبي | P.180 Avanti                                                | 2               | طلبت في معرض باريس للطيران 2009. |
| مروحية                                             |                     |                                    |                                                             |                 | |
| إيه إتش-64 أباتشي                                  | الولايات المتحدة    | مروحية هجومية                      | AH-64D                                                      | 28              | تم تحويلها من بوينغ إلى AH-64D "لونغ بو". |
| بوينغ سي إتش-47 شينوك                              | الولايات المتحدة    | مروحية نقل                         | CH-47D                                                      | 8               | 12 تم الحصول عليها من ليبيا في عام 2003. تحت الطلب (CH-47F).                                                                                    |
| أي إيه آر 330SM PUMA / ايروسباسيال أس إيه 330 بوما | رومانيا/ فرنسا      | مروحية نقل                         | IAR 330SM SA.330                                            | 35              | |
| يوروكوبتر إيه إس 550 فنك                           | فرنسا               | مروحية مراقبة                      | AS 550C3                                                    | 12              | |
| يوروكوبتر إيه أس 332 سوبر بوما                     | فرنسا               | هليكوبتر بحرية                     | AS 332                                                      | 2               | |
| بيل 214                                            | الولايات المتحدة    | مروحية خدمات عامة                  | Bell 214B Huey Plus                                         | 4               | |
| بيل 412                                            | إيطاليا             | مروحية نقل                         | AB-412HP/SP                                                 | 6               | تستخدم للبحث والإنقاذ. |
| يوروكوبتر إيه إس 565 بانثر                         | فرنسا               | هليكوبتر بحرية                     | AS 565SB                                                    | 16              | |
| يوروكوبتر إيه إس 365 دوفين                         | فرنسا               | هليكوبتر كبار الشخصيات             | AS 365N3                                                    | 1               | |
| سيكورسكي يو إتش-60 بلاك هوك                        | الولايات المتحدة    | نقل/مروحية هجومية                  | UH-60L UH-60M                                               | 20 8+           | 26 طلبت في عام 2007؛ 14 أخرى طلبت في عام 2008.                                                                                                  |
| أغستاوستلاند إيه دبليو 139                         | إيطاليا             | البحث والإنقاذ، كبار الشخصيات      | AW139                                                       | 15              | 9 تحت الطلب |
| طائرة تدريب                                        |                     |                                    |                                                             |                 | |
| بيلاتوس بي سي-7                                    | سويسرا              | تدريب                              | PC-7                                                        | 30              | سوف تستبدل ببيلاتوس بي سي-21. |
| بيلاتوس بي سي-21                                   | سويسرا              | تدريب                              | PC-21                                                       | 16/25           | [ 21 ] |
| إير تراكتور إيه تي-802                             | الولايات المتحدة    | مكافحة التمرد/تدريب                | AT-802U                                                     | 24              | [ 22 ] |
| قروب جي 115                                        | ألمانيا             | تدريب                              | G 115TA Acro                                                | 12              | |
| بي أيه إي هوك                                      | المملكة المتحدة     | تدريب متقدم                        | Hawk Mk 61/63/102                                           | 46              | ستسحب من الخدمة وتستبدل بطائرات إم-346. ليست كلها في الخدمة.                                                                                    |
| إرماتشي إم بي-339                                  | إيطاليا             | تدريب متقدم/واستعراضات جوية        | MB-339NAT                                                   | 10              | ستسحب من الخدمة وتستبدل بطائرات إم-346. لاستخدام فريق الفرسان في الاستعراضات الجوية                                                             |
| يوروكوبتر إيه إس 350                               | فرنسا               | مروحية تدريب                       | AS 350B3                                                    | 14              | |
| متفرقات                                            |                     |                                    |                                                             |                 | |
| بومباردييه داش 8                                   | كندا                | دورية بحرية                        | Dash-8 Q300                                                 | 2               | [ nb 12 ] |
| فايكنغ إير                                         | كندا                | دورية بحرية                        | دي هافيلاند كندا دي إتش سي 6 توين أوتر                      | 0/4             | |
| ساب 340 (AEW&C)                                    | السويد              | طائرات إنذار مبكر                  | Saab 340 Erieye                                             | 0/2             | |
| طائرة بدون طيار                                    |                     |                                    |                                                             |                 | |
| إم كيو-1 بريداتور                                  | الولايات المتحدة    | استطلاع                            | Predator XP                                                 |                 | نسخة التصدير غير مسلحة، تم طلب عدد غير معروف في فبراير 2013.                                                                                    |
| دينيل ديناميك سيكير                                | جنوب إفريقيا        | استطلاع                            | Seeker II                                                   | غير معروف       | 11 استلمت في 1996 و 2003 و 2009 (وفقا "للسجل التجاري للأسلحة" الصادر من معهد ستوكهولم لأبحاث السلام الدولي), فأن هناك كمية غير محددة في الخدمة. |

### الهيكل
اعتبارا من عام 2008، وهيكل القوة الجوية العربية الإمارات المتحدة هي كما يلي:

#### الغربية القيادة الجوية - HQ في أبوظبي
- الجناح المقاتل - قاعدة الظفرة الجوية
  - 1شاهين السرب - F-16E / F بلوك 60 صقر الصحراء
  - 2شاهين السرب - F-16E / F صقر الصحراء
  - 3شاهين السرب - F-16E / F صقر الصحراء
  - 71 السرب المقاتل - ميراج 2000-9 EAD / DAD
  - 76 السرب المقاتل - ميراج 2000-9 EAD / DAD
  - 86 السرب المقاتل - ميراج 2000-9 EAD / DAD (آل سفران القاعدة الجوية)

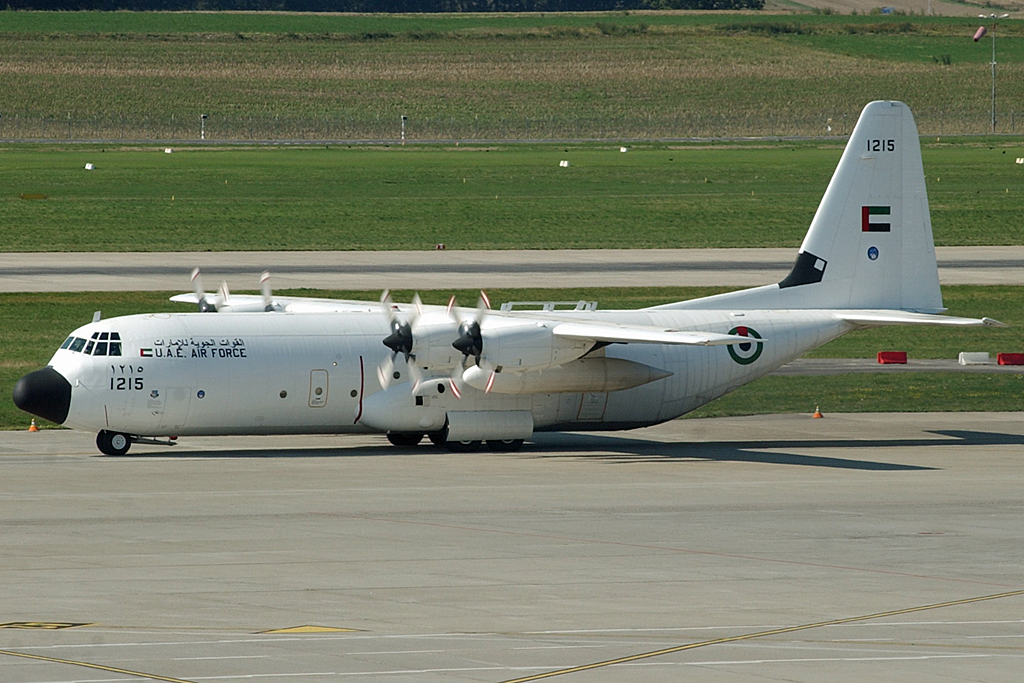
شركة لوكهيد L-100 تابعة لسلاح الجو في الإمارات العربية المتحدة مطار جنيف الدولي 2003

- الجناح النقل - قاعدة البطين الجوية
  - C-130 السرب - C-130H هرقل
  - CASA السرب - سي أن-235-110
  - بوما السرب - أي إيه آر 330
  - 6 السرب - AB.412HP/SP، جرس 214B
  - البحرية السرب - AS.332B / M سوبر بوما، AS.565 SB النمر

#### الوسطى القيادة الجوية - HQ في دبي
- القاعدة الجوية المنهد (قاعدة هليكوبتر)
  - 102 CAS السرب - BAE هوك Mk.102
  - سرب النقل - C-130H-30، L-100-30 هرقل
- مطار دبي الدولي (طائرات النقل)

#### قيادة العمليات الخاصة - HQ في أبوظبي
- مجموعة 18 - ساس النخيل القاعدة الجوية
  - سرب العمليات الخاصة - UH-60M بلاك هوك، CH-47C / D من طراز شينوك، AS365N3 دوفين الثاني، AS.550 C 3 فنك، أغستاوستلاند AW139، EC 155B1، AH-64A اباتشي،  سيسنا 208B غراند كارافان II

#### قيادة الجيش - HQ في أبوظبي
- 10th طيران الجيش اللواء- الظفرة AB - AS.550 C 3 فنك واباتشي AH-64A